# 피터 그린 (배우)
피터 그린(영어: Peter Greene, 1965년 10월 5일 ~ )는 미국의 배우이다.

## 출연 작품
- 3 솔리튜드 (2017)
- 킬 홀 (2012)
- 갱스 오브 브루클린 (2012)
- 지구인 (2010)
- 원스 폴른 (2010)
- 바운티 헌터 (2010)
- 라이프 온 마스 (2008)
- 아임 콜링 프랭크 (2007)
- 블랙 도넬리 (2007)
- 엔드 게임 (2006)
- 컨페션 (2005)
- 브라더스 인 암스 (2005)
- 세계대전 (2005)
- 먹구름 (2004)
- 신데렐라 스토리 (2004)
- 젠틀맨 B. (2003)
- 노바디 베이비 (2001)
- 데드 독스 라이 (2001)
- 범죄의 향기 (2001)
- 트레이닝 데이 (2001)
- 씨커 (2001)
- 쉐도우 아워스 (2000)
- 경찰서를 털어라 (1999)
- 퍼머넌트 미드나잇 (1998)
- 블랙 캣 런 (1998)
- 두 미 페이버 (1997)
- 더블 탭 (1997)
- 코요테 (1996)
- 진실과 탐욕 (1996)
- 뱅 (1995)
- 언더 씨즈 2 (1995)
- 클린, 쉐이번 (1994)
- 스캔들 (1994)
- 펄프 픽션 (1994)
- 마스크 (1994)
- 킬러 나이트 (1993)